# لوییس کورتس
لوییس کورتس (انگلیسی: Lluís Cortés؛ زادهٔ ۱۰ اوت ۱۹۸۶) بازیکن فوتبال اهل اسپانیا است.